# Gualtiero Sigismondi

Wappen von Gualtiero Sigismondi als Bischof von Foligno

Gualtiero Sigismondi (* 25. Februar 1961 in Ospedalicchio (Ortsteil von Bastia Umbra), Provinz Perugia, Italien) ist ein italienischer Geistlicher und römisch-katholischer Bischof von Orvieto-Todi.

## Leben
Gualtiero Sigismondi empfing am 29. Juni 1986 das Sakrament der Priesterweihe für das Erzbistum Perugia.
Am 3. Juli 2008 ernannte ihn Papst Benedikt XVI. zum Bischof von Foligno. Der Erzbischof von Perugia-Città della Pieve, Giuseppe Chiaretti, spendete ihm am 12. September desselben Jahres im Dom von Perugia die Bischofsweihe; Mitkonsekratoren waren der Generalsekretär der Italienischen Bischofskonferenz, Giuseppe Betori, und der emeritierte Bischof von Foligno, Arduino Bertoldo. Die Amtseinführung erfolgte am 5. Oktober 2008.
Papst Franziskus ernannte ihn am 4. März 2017 zusätzlich zum kirchlichen Generalassistenten der Katholischen Aktion in Italien.
Am 7. März 2020 ernannte ihn Papst Franziskus zum Bischof von Orvieto-Todi. Die Amtseinführung fand am 28. Juni desselben Jahres statt. Das Bistum Foligno verwaltete er bis zur Amtseinführung seines Nachfolgers am 28. August 2021 als Apostolischer Administrator.